# Julie Biesmans
Julie Biesmans (Bilzen, 1994. május 4. –) belga női válogatott labdarúgó, jelenleg a PSV Eindhoven középpályása.

## Pályafutása
A Standard Liège csapatában kezdte pályafutását és öt szezonon keresztül szolgálta a liège-i alakulatot, akikkel a belga-holland közös rendezésű pontvadászatban, valamint a belga bajnokságban is bajnoki- és kupagyőzelmeket is szerzett.
2017-től 2019-ig az angol Bristol City csapatánál töltött két idénye alatt 36 meccsen lépett pályára és 1 találatot jegyzett.
2019. június 4-én szerződést írt alá a holland PSV Eindhoven együttesével.

## Sikerei

### Klubcsapatokban
Belga bajnok (7):
- Standard Liège (7): 2010–11, 2011–12, 2012–13*, 2013–14*, 2014–15*,[5] 2015–16, 2016–17

 BeNe bajnok (1):
- Standard Liège (1): 2014–15

 Holland kupagyőztes (1): 
- PSV Eindhoven (1): 2021

 Belga kupagyőztes (2): 
- Standard Liège (2): 2012, 2014

 Belga szuperkupa-győztes (3): 
- Standard Liège (3): 2009, 2011, 2012

 BeNe szuperkupa-győztes (2): 
- Standard Liège (2): 2011, 2012

### A válogatottban
Belgium
- Pinatar-kupa aranyérmes: 2022
- Ciprus-kupa bronzérmes: 2019

## Statisztikái

### Klubcsapatokban
| Szezon                                   | Klub           | Ország              | Bajnokság       | Mérk. | Gól |
| ---------------------------------------- | -------------- | ------------------- | --------------- | ----- | --- |
| 2008–09                                  | Standard Liège | Belgium             | Eerste Klasse   |       |     |
| 2009–10                                  | Standard Liège | Belgium             | Eerste Klasse   |       |     |
| 2010–11                                  | Standard Liège | Belgium             | Eerste Klasse   |       |     |
| 2011–12                                  | Standard Liège | Belgium             | Eerste Klasse   |       |     |
| 2012–13                                  | Standard Liège | Belgium             | Eerste Klasse   |       |     |
| 2013–14                                  | Standard Liège | Belgium             | Eerste Klasse   |       |     |
| 2014–15                                  | Standard Liège | Belgium             | Eerste Klasse   |       |     |
| 2015–16                                  | Standard Liège | Belgium             | Eerste Klasse   |       |     |
| 2012–13                                  | Standard Liège | Belgium · Hollandia | BeNe League     | 28    | 5   |
| 2013–14                                  | Standard Liège | Belgium · Hollandia | BeNe League     | 26    | 7   |
| 2014–15                                  | Standard Liège | Belgium · Hollandia | BeNe League     | 24    | 4   |
| 2017–18                                  | Bristol City   | Anglia              | FA Super League | 16    | 1   |
| 2018–19                                  | Bristol City   | Anglia              | FA Super League | 19    | 0   |
| 2019–20                                  | PSV Eindhoven  | Hollandia           | Eredivisie      | 10    | 1   |
| 2020–21                                  | PSV Eindhoven  | Hollandia           | Eredivisie      | 19    | 1   |
| 2021–22                                  | PSV Eindhoven  | Hollandia           | Eredivisie      | 19    | 0   |
| 2022–23                                  | PSV Eindhoven  | Hollandia           | Eredivisie      | 14    | 1   |
| Összesen                                 | Összesen       | Összesen            | Összesen        | 165   | 20  |
| Utolsó elszámolt mérkőzés 2023. május 7. |                |                     |                 |       |     |

## Statisztikái

### A válogatottban
2023. április 7-ével bezárólag
| Belgium színeiben szerzett góljai | Belgium színeiben szerzett góljai | Belgium színeiben szerzett góljai                 | Belgium színeiben szerzett góljai | Belgium színeiben szerzett góljai | Belgium színeiben szerzett góljai | Belgium színeiben szerzett góljai | Belgium színeiben szerzett góljai |
| --------------------------------- | --------------------------------- | ------------------------------------------------- | --------------------------------- | --------------------------------- | --------------------------------- | --------------------------------- | --------------------------------- |
|                                   |                                   |                                                   |                                   |                                   |                                   |                                   |                                   |
| Gól                               | Dátum                             | Helyszín                                          | Ellenfél                          | Találat                           | Eredmény                          | Esemény                           | Forrás                            |
| 1                                 | 2015. október 27.                 | Bilino Polje Stadion, Zenica, Bosznia-Hercegovina | Bosznia-Hercegovina               | 1–0                               | 5–0                               | 2017-es Eb-selejtező              | [ 6 ]                             |
| 2                                 | 2015. október 27.                 | Bilino Polje Stadion, Zenica, Bosznia-Hercegovina | Bosznia-Hercegovina               | 2–0                               |                                   | 2017-es Eb-selejtező              | [ 6 ]                             |
| 3                                 | 2018. június 10.                  | Zimbru Stadion, Chișinău, Moldova                 | Moldova                           | 4–0                               | 7–0                               | 2019-es vb-selejtező              | [ 7 ]                             |